# Емсворт (Пенсилванија)
Емсворт (енгл. Emsworth) град је у америчкој савезној држави Пенсилванија.

## Демографија
По попису из 2010. године број становника је 2.449, што је 149 (-5,7%) становника мање него 2000. године.
| Група             | 2000.         | 2010.         |
| Белци             | 2.443 (94,0%) | 2.229 (91,0%) |
| Афроамериканци    | 93 (3,6%)     | 108 (4,4%)    |
| Азијати           | 30 (1,2%)     | 41 (1,7%)     |
| Хиспаноамериканци | 11 (0,4%)     | 25 (1,0%)     |
| Укупно            | 2.598         | 2.449         |